# Heidi Løkeová
Heidi Løkeová (* 12. prosince 1982 Tønsberg) je norská házenkářka, v současnosti působící v klubu Vipers Kristiansand. S norskou ženskou házenkářskou reprezentací získala dvě olympijské medaile, v Londýně roku 2012 zlatou a za čtyři roky v Riu bronzovou. Je dvojnásobnou mistryní světa z let 2011 a 2015, krom toho má ze světového šampionátu stříbro (2017) a bronz (2009). Je rovněž trojnásobnou mistryní Evropy (2008, 2010, 2014) a držitelkou jednoho evropského stříbra (2012). Za národní tým nastupuje od roku 2006 a k 22. červenci 2020 za něj odehrála 215 utkání, v nichž vstřelila 789 gólů. Úspěšná je i na klubové úrovni, s norským klubem Larvik HK vyhrála v roce 2011 Ligu mistrů EHF, nejprestižnější evropskou klubovou soutěž, vrchol kariéry pak prožila především v maďarském klubu Győri ETO KC, s nímž Ligu mistrů vyhrála ještě třikrát (2013, 2014, 2017). V sezóně 2010/11 byla nejlepší střelkyní Ligy mistrů, s 99 brankami. V roce 2011 byla Mezinárodní házenkářskou federací zvolena nejlepší světovou hráčkou roku. Její bratr Frank Løke je rovněž házenkářem a norským reprezentantem.